# Chlorocypha frigida
Chlorocypha frigida is een libellensoort uit de familie van de Chlorocyphidae (Juweeljuffers), onderorde juffers (Zygoptera).
De soort staat op de Rode Lijst van de IUCN als niet bedreigd, beoordelingsjaar 2009.
De wetenschappelijke naam van de soort is voor het eerst geldig gepubliceerd in 1961 door Pinhey.